# Aree urbane della Svezia
"Area urbana" è la più comune traduzione in italiano del termine svedese tätort. Il termine ufficiale in inglese, utilizzato da Statistiska centralbyrån (l'istituto nazionale di statistica della Svezia) è, tuttavia, locality (località in italiano). In Svezia ci sono 1.940 località (2005). Generalmente, specialmente in ambito rurale, corrispondono alle parrocchie della Chiesa di Svezia, che erano la base dell’organizzazione comunale fino al 1971 quando vennero creati gli attuali, molto più ampi, municipi.
Un tätort in Svezia ha un minimo di 200 abitanti, e può essere una cittadina, una grande città o un villaggio. Le Aree urbane sono definite per fini statistici anche relativamente a città o cittadine (stad), se queste hanno un minimo di 10.000 abitanti. Tuttavia, dal 1971, in Svezia il termine "stad" non è più in uso come concetto giuridico.

## Storia
Fino agli inizi del XX secolo, solo le città erano considerate come aree urbane. Le superfici edificate e le entità comunali erano quasi sempre corrispondenti.
L'urbanizzazione e l'industrializzazione crearono comunque molti nuovi insediamenti senza formale status di città. Queste nuove periferie cresciute appena fuori dalle città, essendo di fatto aree urbane, ma de jure considerate rurali, comportarono un problema per la rilevazione statistica. Il censimento del 1910 introdusse il concetto di "località densamente popolate nelle campagne". Il termine tätort (letteralmente "luogo denso") venne introdotto per la prima volta nel 1930.
Le amalgamazioni municipali posero più e più zone rurali all'interno delle cerchie urbane riconosciute, il che costituì l'altra faccia dello stesso problema. I confini amministrativi erano, infatti, inadatti per la definizione di popolazioni rurali e popolazioni urbane.
A partire dal 1950, le zone rurali e le aree urbane dovettero essere separate anche entro i confini cittadini; ad esempio, l'enorme deserto intorno a Kiruna era stato dichiarato "città" nel 1948.
Dal 1965 vennero considerate solo le località non amministrative, indipendentemente dai confini comunali e di contea. Nel 1971 l'uso del termine "città" come sinonimo di "comune" fu abolito.

## Terminologia
Le aree urbane nel senso di tätort sono definite indipendentemente dalla divisione in province e comuni, e solo in base alla densità di popolazione.
In pratica, la maggior parte dei riferimenti statistici in Svezia è relativa ai comuni, e non specificatamente per le cittadine o le città, il che complica i raffronti internazionali. La maggior parte dei comuni contiene molte località (il comune di Kristianstad ne conta fino a 26). Alcune località sono pluricomunali: l'area urbana di Stoccolma si sviluppa su 11 comuni.
Se si confrontano le popolazioni di diverse città, la popolazione dell'area urbana (tätort) è da preferire a quella dell'intera municipalità. Ad esempio, la popolazione di Stoccolma dev'essere contabilizzata come 1,2 milioni di abitanti piuttosto che i 750.000 della municipalità.

## Definizioni svedesi

### Termini utilizzati a fini statistici
- Tätort (= area urbana o località) è il concetto centrale utilizzato nelle statistiche. La definizione concordata nei paesi nordici: un tätort è qualsiasi villaggio, cittadina, città con una popolazione di almeno 200 persone per cui la continuità della superficie edificata soddisfi il criterio che le case non siano a più di 200 metri tra di loro, escludendo la discontinuità provocata da fiumi, parchi, strade, ecc. Ogni cinque anni (2000, 2005 e così via) le località vengono riviste per realizzare nuove proiezioni sulla popolazione.
- Småort (= località minore) è una località rurale che ospita tra i 50 e i 199 abitanti, con una discontinuità della superficie edificata di non più di 150 metri tra le case. Il concetto è raramente presente al di fuori del campo della statistica, dove è utilizzato per insediamenti appena al di sotto del limite stabilito per tätort.
- Centralort (= località centrale) è in gran parte utilizzato nel senso di sede comunale o centro municipale di servizio, commercio e amministrazione per un'area.

### Termini tradizionali e popolari
- Storstad (= metropoli) è un termine di solito riservato in Svezia per le tre principali città: Stoccolma, Göteborg e Malmö. Nelle statistiche, per le tre città suddette si adotta il concetto di "area metropolitana" ("storstadsområde").
- Stad (= cittadina/città) è un termine, in contesto statistico, limitato alle località con una popolazione superiore a 10.000 abitanti. Dal punto di vista giuridico, il termine è obsoleto dal 1971, ed ora è in gran parte utilizzato per descrivere le località che erano state considerate città prima della riforma. La categoria statistica "grandi città" è utilizzata in Svezia per includere i comuni con più di 90.000 abitanti entro un raggio di 30 km dal centro della municipalità.
- Köping (= mercato comune) è stato abolito nel 1971 come termine ufficiale dei contesti governativo e statistico, e solo raramente è tenuto in uso dai profani, anche se è sopravvissuto come parte dei nomi di diverse città. Il significato era quello di una località con uno status giuridico intermedio, inferiore a quello di una città.
- Samhälle (= comunità) è un concetto comunemente utilizzato per le aree urbane che sono di dimensioni intermedie tra una città e un villaggio. Il termine samhälle in svedese è utilizzato anche per indicare "società", "comunità" o "provincia" (si confrontino le espressioni tedesche Gemeinschaft e Gesellschaft). Una samhälle non necessariamente soddisfa i criteri per gli attuali concetti di tätort o addirittura di småort.
- Municipalsamhälle (= comunità comunale) è un termine in uso tra il 1875 e il 1971, ma non è più utilizzato al di fuori dei contesti storici. Nel 1863, la Svezia venne  suddivisa in 2.500 comuni, di cui 89 erano città, 8 città di mercato (köpingar) e il resto comuni rurali ("landskommuner"). Una municipalsamhälle era un centro amministrativo per uno o più comuni rurali, con particolari legislazioni e privilegi in comune con le città. Il termine è diventato obsoleto nel 1971, quando i diversi tipi di comuni sono stati abbandonati per l'introduzione del modello standard per tutti i comuni.
- By (= villaggio e frazione) è un termine tradizionale, ma può in alcuni contesti essere utilizzato per le città e le periferie di notevoli dimensioni. Se utilizzato in tutti i contesti delle statistiche nazionali svedesi, si deve supporre che la dimensione di un by è inferiore a quella di uno småort (N.B.: non deve essere confuso con la stessa parola in danese e in norvegese, che significa città).

### Aree stagionali e periferie
- Fritidshusområde (= zona stagionale) è in contesto statistico uno spazio con meno di 50 abitanti permanenti, ma con almeno 50 case (in pratica: case estive/cottage), con una distanza tra di esse non superiore ai 150 metri. Le "seconde case" della Svezia sono situate in tali zone per circa un terzo del totale. Il termine appartiene anche all'utilizzo di tutti i giorni, anche se meno rigorosamente definito.
- Förstad e förort (= periferie) sono termini molto utilizzati con una connotazione negativa.

## Statistiche
I dati sono calcolati da Statistiska centralbyrån ogni cinque anni; i più recenti sono al 31 dicembre 2005. Il totale della popolazione delle zone urbane (o località) in Svezia è di 7.631.952 abitanti su una superficie di 5.286,23 km², per una densità media di 1.444/km².
- L'84% della popolazione svedese vive in località (vale a dire in tätortor).
- Il 50% vive nelle 64 aree urbane più popolose.
- Un terzo vive nelle 15 aree urbane più popolose.
- Un quarto vive nelle 5 aree urbane più popolose.
- La più grande e più popolosa area urbana è quella di Stoccolma.